# Tauberbischofsheim
Tauberbischofsheim – miasto powiatowe w Niemczech, w kraju związkowym Badenia-Wirtembergia, w rejencji Stuttgart, w regionie Heilbronn-Franken, siedziba powiatu Main-Tauber-Kreis, oraz wspólnoty administracyjnej Tauberbischofsheim. Leży nad rzeką Tauber, ok. 30 km na południowy zachód od Würzburga, przy autostradzie A81, drogach krajowych B27, B290 i linii kolejowej Aschaffenburg – Crailsheim.
W Tauberbischofsheim znajduje się centrum sportów szermierczych.
Pod Tauberbischofsheim 24 lipca 1866 r. miała miejsce bitwa, w której armia pruska rozgromiła wojska wirtemberskie.

## Współpraca
Miejscowości partnerskie:
- Duderstadt, Dolna Saksonia
- Vitry-le-François, Francja